# Ayn al-Bayda, Jarabulus
Ayn al-Bayda (tiếng Ả Rập: عين البيضا, đã Latinh hoá: 'Ayn al Bayḑā) là một ngôi làng ở phía bắc tỉnh Aleppo, miền bắc Syria. Nằm trên phía bắc đồng bằng Manbij, khoảng một nửa giữa Jarabulus và hạ lưu sông Sajur, ngôi làng cách khoảng 4 kilômét (2,5 mi) về phía tây sông Euphrates và khoảng 9 km (5,6 mi) về phía nam biên giới với tỉnh Gaziantep của Thổ Nhĩ Kỳ. Với 1.111 người, theo điều tra dân số năm 2004, Ayn al-Bayda về mặt hành chính thuộc về Nahiya Jarabulus trong huyện Jarabulus. Các địa phương lân cận bao gồm Amarnah cách 3 km (1,9 mi) về phía đông bắc, Mazaalah cách 3 km (1,9 mi) về phía tây bắc và Dabis cách 2,5 km (1,6 mi) về phía tây nam.